# Верницкий, Антон Владимирович
Анто́н Влади́мирович Верни́цкий (род. 4 марта 1969, Москва, РСФСР, СССР) — российский тележурналист и ведущий, а также — режиссёр.

## Биография
Первое полученное им образование — радиотехник. Прошёл обучение на факультете журналистики Московского государственного университета имени Ломоносова.
В период с 1993 по 1995 годы был корреспондентом российской телерадиокомпании «Останкино». С 1997 года является журналистом Президентского пула.
Ведущий информационной телевизионной программы «Новость дня» на телеканале ОРТ (1998—1999 годы, поочерёдно с Павлом Шировым). Член Академии российского телевидения (с 2007 года). Комментатор программы «Время» Первого канала, комментатор отдела корреспондентов Службы эфира Дирекции информационных программ ОАО «Первый канал». В 2006 году был награждён медалью ордена «За заслуги перед Отечеством» II степени. Автор документальных фильмов. Один из основателей хоккейной команды журналистов «Российская пресса».
В мае 2020 года Антон Верницкий заразился Ковид-19 и был первым журналистом, снявшим сюжет о своём заболевании из красной зоны инфекционной больницы. Съёмка велась от момента госпитализации до момента выписки. Сюжет вышел в выпуске новостей Первого канала. 

## Награды
- Премия ФСБ России (2009) в номинации «Телевизионные и радиопрограммы» — за документальный фильм «План „Кавказ“»
- Антон Верницкий — один из авторов фильма «Испытание Китаем», получившего премию ТЭФИ 2009 года в номинации «Программа о спорте»[5].
- 18 марта 2021 года стал лауреатом премии Золотое перо России.

## Личная жизнь
Женат, двое детей, один из которых носит то же имя, что и отец ― Антон.